# Бечки валцер
Реч валцер потиче од   што значи „котрљати, окретати, клизити”. Бечки валцер је настао у бечким четвртима и алпским регијама Аустрије. Извори су му у фолклорним плесовима аустријских сељака. Појавио се у 17. веку, а у 18. веку је био масовно прихваћен од аустријског племства. У Енглеској се први записи о валцеру јављају 1801. године, а због строгог енглеског морала, валцер је био прихваћен у споријем и лаганијем ритму. Основни кораци су се лако и брзо учили, па је валцер био изложен критикама дворских мајстора плеса. Такође је био морално криткован због преблизог и присног држања и брзих окрета.

## Опис Бечког валцера
Бечки валцер се игра још од 1765. године. Потиче од аустријске народне игре, умереног темпа, зване лендлер. Из алпских крајева проширио се на Немачку и Француску, где је био омиљен на почетку 19. века, када је почео улазити и у уметничку музику. Из Лендлера се развио валцер, који је и данас омиљен меду плесачима.
Плеше се у пару и спада у групу стандардних плесова. Музика је 3/4 и 3/8 такта, око 54-60 тактова у минуту. Измеду музичког ритма, и ритма у игри парова, јавља се карактеристичан контакт између троделности такта и дводелности ритмичке основе играчких покрета, јер за извршење једне прописане фигуре потребна су два такта музике.
Валцер се може научити брзо и лако, само се мора доста вежбати. Да би се то постигло потребно је да се добро изучи основни корак, па тек онда приступити учењу десног окрета. Тек када је и то увежбано треба наставити са учењем левог окрета. Бецки валцер је један од најпопуларнијих и најлепших плесова. Занос ритма и инерције покреће плесаче, али и публику. Године 1953. уврштен је међу такмичарске плесове у категорију стандардних плесова.
Држање у плесу није толико затворено и партнери не стоје стриктно један испред другог. Мушкарац своју леву руку држи мало ниже и даље него у другим стандардним плесовима, као на пример у енглеском валцеру или слоуфоксу.
Дизање и спуштање тела треба прецизно ускладити са нагибом тако да се добије умерено таласање.
Бечки валцер је плес који се у данашњем облику игра најдуже. Подразумева се да сви треба да знају да играју бечки валцер, јер је то део опште културе и образовања сваког човека. Посебну славу су му донели композитори Штраус. Компоновали су и српски валцер.
У Бечу је то и данас својеврстан бренд, јер од јесени па до пролећа почиње сезона балова што доноси значајан приход од туризма, мерен десетинама милиона долара. У Бечу постоји традиција да се у поноћ нове године игра у ритму валцера.

## Основни кораци
Основни корак у страну, основни корак напред-назад, основни корак у круг, десни окрет, леви окрет, десни окрет у месту, леви окрет у месту.
Ово су основни кораци и фигуре који се уче у свим плесним школама и сви их углавном знају. Кораци су једноставни за учење али због брзине доста захтевни за извођење, тако да велики број људи заправо неправилно плеше и плесање бечког валцера им прадставља напор а не уживање.
Кључ успеха у плесању бечког валцера је у добро показаној и увежбаној техници извођења основног корака.
Уколико се правилно савладају основни кораци и научи интензивно окретање, а да вам се не заврти у глави, онда плесање бечког валцера ствара непоновљив осећај уживања.